# Mastigostyla cyrtophylla
Mastigostyla cyrtophylla är en irisväxtart som beskrevs av Ivan Murray Johnston. Mastigostyla cyrtophylla ingår i släktet Mastigostyla och familjen irisväxter. Inga underarter finns listade i Catalogue of Life.